# Бородин, Алексей Михайлович
Алексей Михайлович Бородин (англ. Alexei Borodin; род. 1975) — российско-американский математик украинского происхождения.

## Биография
Родился 25 июня 1975 года в Донецке. Его отец — доктор физико-математических наук Михаил Алексеевич Бородин (род. 1942), профессор Донецкого университета.
Был участником Международной математической олимпиады в 1992 году. В 1997 году окончил Московский государственный университет, затем работал в Америке, в Пенсильванском университете.
В 2000 году защитил кандидатскую диссертацию «Корреляционные функции случайных точечных процессов, связанных с бесконечной симметрической группой», в 2005 году — докторскую диссертацию «Изомонодромные деформации и уравнения Пенлеве в задачах случайно-матричного типа».
В настоящее время — профессор Массачусетского технологического института и и. о. ведущего научного сотрудника в ИППИ РАН.
В 2010 году Бородин был участником Международного конгресса математиков; в 2014 году — пленарным докладчиком.

## Награды и отличия
- 2001—2005 — Clay Research Fellow
- 2003 — Премия Московского математического общества
- 2008 — Премия Европейского математического общества.
- 2014 — Пленарный доклад на Международном конгрессе математиков.
- 2015 — Премия Лоэва[англ.]
- 2015 — Премия Пуанкаре.
- 2018 — Alexanderson Award, American Institute of Mathematics[англ.]
- 2019 — Премия Ферма